# Germignac
Germignac és un municipi francès situat al departament del Charente Marítim i a la regió de la Nova Aquitània. L'any 2007 tenia 586 habitants.

## Demografia

### Població
El 2007 la població de fet de Germignac era de 586 persones. Hi havia 218 famílies de les quals 40 eren unipersonals (16 homes vivint sols i 24 dones vivint soles), 75 parelles sense fills, 95 parelles amb fills i 8 famílies monoparentals amb fills.
La població ha evolucionat segons el següent gràfic:
Habitants censats

### Habitatges
El 2007 hi havia 235 habitatges, 226 eren l'habitatge principal de la família, 5 eren segones residències i 4 estaven desocupats. 231 eren cases i 1 era un apartament. Dels 226 habitatges principals, 199 estaven ocupats pels seus propietaris, 25 estaven llogats i ocupats pels llogaters i 3 estaven cedits a títol gratuït; 1 tenia una cambra, 6 en tenien dues, 18 en tenien tres, 71 en tenien quatre i 130 en tenien cinc o més. 211 habitatges disposaven pel capbaix d'una plaça de pàrquing. A 85 habitatges hi havia un automòbil i a 128 n'hi havia dos o més.

### Piràmide de població
La piràmide de població per edats i sexe el 2009 era:
| Homes | Edats   | Dones |
| ----- | ------- | ----- |
| 0     | 95 o +  | 0     |
| 0     | 90 a 94 | 0     |
| 4     | 85 a 89 | 4     |
| 0     | 80 a 84 | 0     |
| 4     | 75 a 79 | 16    |
| 20    | 70 a 74 | 8     |
| 4     | 65 a 69 | 8     |
| 12    | 60 a 64 | 12    |
| 16    | 55 a 59 | 8     |
| 12    | 50 a 54 | 8     |
| 16    | 45 a 49 | 8     |
| 36    | 40 a 44 | 44    |
| 32    | 35 a 39 | 20    |
| 8     | 30 a 34 | 16    |
| 12    | 25 a 29 | 20    |
| 20    | 20 a 24 | 12    |
| 28    | 15 a 19 | 28    |
| 32    | 10 a 14 | 24    |
| 28    | 5 a 9   | 0     |
| 20    | 0 a 4   | 20    |

## Economia
El 2007 la població en edat de treballar era de 382 persones, 279 eren actives i 103 eren inactives. De les 279 persones actives 255 estaven ocupades (150 homes i 105 dones) i 24 estaven aturades (9 homes i 15 dones). De les 103 persones inactives 48 estaven jubilades, 20 estaven estudiant i 35 estaven classificades com a «altres inactius».

### Ingressos
El 2009 a Germignac hi havia 216 unitats fiscals que integraven 567,5 persones, la mediana anual d'ingressos fiscals per persona era de 16.778 €.

### Activitats econòmiques
Dels 14 establiments que hi havia el 2007, 1 era d'una empresa alimentària, 2 d'empreses de fabricació d'altres productes industrials, 2 d'empreses de construcció, 2 d'empreses de comerç i reparació d'automòbils, 3 d'empreses immobiliàries, 1 d'una empresa de serveis, 2 d'entitats de l'administració pública i 1 d'una empresa classificada com a «altres activitats de serveis».
Dels 5 establiments de servei als particulars que hi havia el 2009, 1 era un taller de reparació d'automòbils i de material agrícola, 1 paleta, 1 guixaire pintor i 2 agències immobiliàries.
L'únic establiment comercial que hi havia el 2009 era una botiga de menys de 120 m².
L'any 2000 a Germignac hi havia 30 explotacions agrícoles que ocupaven un total de 782 hectàrees.

## Equipaments sanitaris i escolars
El 2009 hi havia una escola elemental integrada dins d'un grup escolar amb les comunes properes formant una escola dispersa.

## Poblacions més properes
El següent diagrama mostra les poblacions més properes.